# Robinson és a kannibálok
A Robinson és a kannibálok (eredeti cím olaszul: Il racconto della giungla, románul: Robinson Crusoe) 1973-ban bemutatott olasz–román rajzfilm, amely Daniel Defoe regénye alapján készült. 
Olaszországban 1974. március 29-én, Magyarországon 1975. október 30-án mutatták be a mozikban, majd 1978. április 16-án az első logós MTV1-en sugározták. Új magyar szinkronnal 1997. október 26-án a hatodik logós MTV1-en vetítették le a televízióban.

## Szereplők
| Szereplő                 | Eredeti hang            | Magyar hang                      | Magyar hang                     |
| Szereplő                 | Eredeti hang            | 1. magyar szinkron (MOKÉP, 1975) | 2. magyar szinkron (MTV1, 1997) |
| ------------------------ | ----------------------- | -------------------------------- | ------------------------------- |
| Robinson Crusoe          | Ion Caramitru           | Fodor Tamás                      | Rékasi Károly                   |
| Péntek                   | Anda Calugareanu        | N/A                              | Minárovits Péter                |
| Pityóka (Pol)            | Horia Caciulescu        | Kern András                      | Pusztaszeri Kornél              |
| Elemér (Daniel)          | Mircea Basta            | Garas Dezső                      | Alföldi Róbert                  |
| Bongo-Bongo              | Nucu Paunescu           | N/A                              | saját hangján                   |
| Jolly-Joker              | Valeriu Simion          | N/A                              | saját hangján                   |
| Lap                      | Luiza Derderian-Marcoci | N/A                              | Dudás Eszter                    |
| Lip                      | N/A                     | N/A                              | Sztarenki Pál                   |
| Francia hajóskapitány    | N/A                     | N/A                              | Varga Tamás                     |
| Good Hope hajóskapitánya | N/A                     | N/A                              | Kristóf Tibor                   |
| Good Hope matrózai       | N/A                     | N/A                              | Dobránszky Zoltán Zágoni Zsolt  |

További magyar hangok (1. magyar váltoatban): Almási Éva, Halász Judit, Váradi Hédi

## Televíziós megjelenések
Első-két magyar szinkronnal az alábbi televíziókban vetítették le:
- MTV-1 / MTV 1